# Sonchus malaianus
Sonchus malaianus là một loài thực vật có hoa trong họ Cúc. Loài này được Miq. miêu tả khoa học đầu tiên năm 1856.